# Streptococcus gallolyticus
Le streptococcus gallolyticus est un streptocoque du groupe D de Lancefield, qui provoque une hémolyse β (complète) sur la gélose au sang de mouton. Au Gram, il apparaît sous forme de longue chaîne de coques Gram+. Streptococcus gallolyticus est un pathogène opportuniste provoquant septicémies et endocardites. Dans ces formes pathogènes, il provient le plus souvent d'une translocation colique liée à une néoplasie.